# 戚继光 (动画片)
《戚继光》，中国大陆历史传记动画片，总导演李严，编剧邹晗、陆禄、马芳屏，该动画片以明朝嘉靖时期抗倭英雄戚继光为原型，讲述戚继光带领戚家军，驱除倭寇，恢复海疆宁静的历史事迹。

## 剧情
明朝嘉靖时期，倭寇侵犯大明边境，勾结浙江一带的汉奸，在浙江、福建沿海一带兴风作浪、为非作歹，朝廷多次派兵清剿，但是倭寇战斗力强悍，加上汉奸事前通知告密，均以失败告终，戚继光调来之后，在义乌征集了当地不怕死的族群组建和训练出戚家军，最终驱除倭寇，诛杀汉奸，实现了他的梦想“封侯非我愿，但愿海波平”。

## 演出
| 配音 | 角色     | 备注                       |
|      | 戚继光   | 戚家军领袖，抗倭民族英雄   |
|      | 戚继美   | 戚继光胞弟，抗倭领导人之一 |
|      | 王月娇   | 戚继光夫人，抗倭女子领导人 |
|      | 胡守仁   | 抗倭领导人之一             |
|      | 陈大成   | 戚家军队伍之一的小队长     |
|      | 王如龙   | 戚家军队伍之一的小队长     |
|      | 俞大猷   | 同戚继光一样，抗倭民族英雄 |
|      | 松浦隆介 | 倭寇领导人之一             |
|      | 吉田小川 | 倭寇领导人之一             |
|      | 平吉峰   | 倭寇领导人之一             |
|      | 田川叶麻 | 倭寇领导人之一             |
|      | 九鬼荣   | 倭寇领导人之一             |

## 制作
2013年3月，国家新闻出版广电总局部署北京卡酷少儿卫视宣传“中国梦”主题而制作动画片《戚继光》。
该动画片的配音员来自《少年派的奇幻漂流》、《怪兽大学》、《宝贝神探》等的配音员。
音乐音效由中国爱乐乐团领衔制作。

## 播映
动画片播出之后，北京电视台调查“戚继光是谁？”，结果中国大陆的少年儿童回复是：“堵枪眼的（黄继光）”“炸碉堡的（董存瑞）”“收复台湾的（郑成功）”，显示了中国大陆因常年宣传抗日神剧架空历史而导致的历史教育失败。